# Радянсько-ватиканські відносини
Радянсько-ватиканські відносини були надзвичайно важкими. Це було пов'язане з ідеологічними розбіжностями між Католицькою церквою та Радянським Союзом, політикою СРСР щодо католиків та греко-католиків. Пріоритет надавався міждержавним взаєминам. Дипломатичні відносини між Ватиканом і Радянським Союзом були встановлені тільки в останні роки існування СРСР.

## 1920-ті роки
Керівництво РРФСР розпочало підготовку щодо встановлення дипломатичних відносин з Ватиканом з 1920 року. Ці відносини розглядалися Москвою як один із засобів її визнання країнами Заходу. Відповідальність за вивчення можливості створення таких відносин була покладена на Наркомат закордонних справ (НКЗС) РРФСР, який очолював Г.Чичерін. Безпосереднім виконавцем став повноважний представник РРФСР в Італії В. Воровський. Перші контакти показали, необхідною умовою було забезпечення правових гарантій свободи діяльності католицьких громад у радянській Росії. Тому розпочалося обговорення проєкту статуту Римо-католицької церкви (РКЦ) в РРФСР. Воно показало, що різні гілки влади мають відмінні погляди на цей проєкт.
У 1921—1923 роках голод охопив значні території Росії, України та Казахстану. 12 березня 1922 року держсекретар Ватикану Гаспаррі та В.Воровський таємно підписали угоду про гуманітарну допомогу Ватикану голодуючому населенню Росії. Цим документом Святий Престол фактично визнав уряд більшовиків.
22 вересня 1922 року до Росії прибула гуманітарна місія в кількості 12 священників на чолі з американським єзуїтом Е.Уолшем. При розподілі медикаментів виник конфлікт, оскільки партію ліків на 1 млн лір, який закупив Ватикан, до місії не дійшов і розподілявся від імені влади. У цей же час була заарештована група католицьких священників на чолі з архієпископом Я.Цепляком, якому оголосили смертну кару. Спроби Уолша допомогти їм нічого не дали. Все це могло погіршити відносини з Ватиканом. У липні 1923 року було вирішено, що католицька церква в СРСР не буде мати статусу юридичної особи. Хоча католицька церква могла сама призначати священників, було висунуто вимогу про заміну польських священників на італійських та німецьких.
У 1923 році частина посадовців Ватикану бачила необхідність встановлення відносин з Москвою, але коли у вересні 1923 року були представлені пропозиції радянської сторони, стало зрозуміло, що радянський уряд не має наміру виконувати вимоги Ватикану. У листопаді 1923 року на засіданні Римської курії рішення про встановлення дипломатичних відносин було відхилено. А оскільки в 1924 році СРСР встановив дипломатичні відносини з рядом європейських країн, потреби в нагальних дипломатичних відносинах з Ватиканом вже не бачив.
На початку 1925 році були затверджені документи про які регулювали діяльність католицької церкви в СРСР. Вони були досить жорсткими. Церква не мала права юридичної особи, відповідно не могла створювати чернечі заклади, благодійні організації, кооперативи. Контролювалися кадрові питання церкви. Зв'язок з курією мав здійснюватися виключно через НКЗС. Ватикан, який отримав документи у вересні 1925 року, визнав їх неприйнятними. У нових документах, які надійшли у вересні 1926 року, думка Ватикану було проігнорована і переговори припинилася. На відновлених переговорах у вересні 1926 року з папський нунцій Е.Пачеллі з повноважним представником СРСР у Німеччині М.Крестинським запропонував обговорювати лише три питання: єпископів призначає Ватикан, радянський уряд може їх відводити з політичних міркувань; Ватикан матиме право організовувати семінарії, з-за кордону могли приїжджати узгодженні з урядом священники; Ватикан повинен мати право надавати кошти священикам на особисті витрати та учительську діяльність. Спроби від представників СРСР отримати поступки від Ватикану не досягли успіху. Тому через безперспективність переговорів та переслідування католицької церкви в СРСР, Ватикан заявив про неможливість подальших переговорів. На початку лютого 1930 року папа Пій XI оголосив про початок «хрестового походу» проти СРСР.

## 1940-ті роки
Керівництво СРСР намагалося встановити відносини з Ватиканом наприкінці Другої світової війни, коли радянські війська почали вступили території СРСР (Західна Україна, Західна Білорусь, Балтійські країни) та країни Європи, де католицизм мав суттєвий вплив. Але незмінна позиція Ватикану, що встановлення дипломатичних відносин можливе лише за умови свободи віросповідань для всіх конфесій, була неприйнятною для СРСР.
Враховуючи що Ватикан проводив активну політику щодо облаштування післявоєнної Європи, Й. Сталін у березні 1945 року схвалив програму боротьби з Ватиканом. В її основі лежало перетворення Московського патріархату на цент всесвітнього православ'я. Наслідком цього стало ліквідація греко-католицької церкви на території СРСР, ізоляція католицьких громад, обмеження зв'язків з Ватиканом католицьких церков у країнах Європи, що були під впливом СРСР. Все це привело до засудження Святим Престолом комуністичних режимів.

## Відновлення контактів
Переговори щодо встановлення дипломатичних відносин відновилися у 1963 році за ініціативою керівника СРСР М. Хрущова та папи Івана ХХІІІ. Цьому передували контакти між Ватиканом і Московським патріархатом перед Другим Ватиканським собором. У результаті діяльності спецслужб СРСР було досягнуто того, що Московський патріархат фактично представляв на цьому собі все православ'я, а антикомуністичні проєкти собору були відхилені.
Контакти розпочалися із аудієнції, яку дав 7 березня 1963 року Іваном XXIII Олексієві Аджубею, зятеві Хрущова. 4 жовтня 1965 року в будівлі ООН Папа Римський Павла VI зустрівся з міністром закордонних справ А.Громико, 30 січня 1967 року відбувся візит М. Підгорного, Голови Президії Верховної Ради, до Павла VI. А. Громико відвідував папу Павла VI у 1966, 1970, 1974, 1975 роках та папу Івана Павла II в 1979 та 1985 роках.

## Відновлення греко-католицької церкви та встановлення дипломатичних відносин
Під час Перебудови зміни в суспільному житті відбулося у сфері релігії. Восени 1989 року в Україні на початку осені 1989 року в Україні почали створюватися осередки греко-католицької церкви. За кілька годин до зустрічі Генерального секретаря ЦК КПРС М. Горбачова з папою Іваном Павлом II у Ватикані, що відбулася 1 грудня 1989 року, голова Ради у справах релігій при Раді Міністрів УРСР М. Колесник заявив, що греко-католицькі громади мають ті ж права реєстрації як іншиі релігійні конфесії. Домовленості під час зустрічі Горбачова та Івана Павлам II тільки де-факто констатували доконаний історичний факт.
Дипломатичні відносини СРСР та Ватиканом були встановлені 15 березня 1990 року.